# اسلوبودان کوملینوویچ
اسلوبودان کوملینوویچ (صربی: Slobodan Komljenović؛ زادهٔ ۲ ژانویهٔ ۱۹۷۱) بازیکن سابق و مربی فوتبال اهل آلمان است.
از باشگاه‌هایی که در آن بازی کرده‌است می‌توان به باشگاه فوتبال رئال ساراگوسا، باشگاه فوتبال آینتراخت فرانکفورت، باشگاه فوتبال کایزرسلاوترن، باشگاه فوتبال ام‌اس‌وی دویسبورگ، باشگاه فوتبال مونیخ ۱۸۶۰ و باشگاه فوتبال آینتراخت فرانکفورت اشاره کرد.
وی همچنین در تیم ملی فوتبال ۲۲ بازی تیم ملی فوتبال صربستان و مونته‌نگرو بازی کرده‌است.